# Винтерсет (Ајова)
Винтерсет (енгл. Winterset) град је у америчкој савезној држави Ајова. По попису становништва из 2010. у њему је живело 5.190 становника.

## Демографија
Према попису становништва из 2010. у граду је живело 5.190 становника, што је 422 (8,9%) становника више него 2000. године.
| Група             | 2000.         | 2010.         |
| Белци             | 4.695 (98,5%) | 5.014 (96,6%) |
| Афроамериканци    | 3 (0,1%)      | 10 (0,2%)     |
| Азијати           | 13 (0,3%)     | 20 (0,4%)     |
| Хиспаноамериканци | 28 (0,6%)     | 106 (2,0%)    |
| Укупно            | 4.768         | 5.190         |